# NGC 7315
NGC 7315 (другие обозначения — PGC 69241, UGC 12097, MCG 6-49-37, ZWG 514.59, NPM1G +34.0447) — линзообразная галактика (S0) в созвездии Пегас.
Этот объект входит в число перечисленных в оригинальной редакции «Нового общего каталога».
В галактике вспыхнула сверхновая SN 2007B типа Ia, её пиковая видимая звездная величина составила 16,7.